# Lobotómia
A lobotómia vagy leukotómia a pszichosebészet egyik formája volt, a mentális zavarok idegsebészeti kezelése, amely az agy prefrontális kérgében (az agy homloklebenyének elülső része) lévő kapcsolatok elvágásával jár. A legtöbb kapcsolatot a prefrontális kéreghez és kéregtől megszakították. A mentális zavarok és esetenként más állapotok kezelésére több mint két évtizeden át általános eljárásként alkalmazták néhány nyugati országban, annak ellenére, hogy általánosan elismerték a gyakori és súlyos mellékhatásokat. Néhány beteg bizonyos szempontból javult a műtét után, de gyakoriak voltak a szövődmények és a súlyos károsodások. Az eljárás kezdettől fogva ellentmondásos volt, részben az előnyök és kockázatok közötti kényes egyensúly miatt. Ma már többnyire elutasítják mint humánus kezelési formát, a betegek jogainak megőrzése érdekében.
Az eljárás kitalálója António Egas Moniz portugál neurológus volt.
Az eljárás használata drámaian megnövekedett az 1940-es évek elejétől az 1950-es évekig; 1951-re csaknem 20 000 lobotómiát hajtottak végre az Amerikai Egyesült Államokban, és arányaiban többet az Egyesült Királyságban. Több lobotómiát végeztek nőkön, mint férfiakon: egy 1951-es tanulmány kimutatta, hogy az amerikai lobotómiás betegek közel 60%-a nő volt, és a korlátozott adatok azt mutatják, hogy Ontarióban 1948 és 1952 között a lobotómiák 74%-át női betegeken végezték. Az 1950-es évektől kezdődően elkezdtek felhagyni a lobotómiával, először a Szovjetunióban és Európában. A kifejezés a görögül: λοβός lobósz „lebeny” és τομή tomē „vágni, szeletelni” szavakból származik.

## Fordítás
- Ez a szócikk részben vagy egészben  a   Lobotomy című angol Wikipédia-szócikk ezen változatának fordításán alapul.  Az eredeti cikk szerkesztőit annak laptörténete sorolja fel. Ez a jelzés csupán a megfogalmazás eredetét és a szerzői jogokat jelzi, nem szolgál a cikkben szereplő információk forrásmegjelöléseként.